# NXT TakeOver: In Your House 2020
NXT TakeOver: In Your House (2020) was een professioneel worstelshow en WWE Network evenement dat georganiseerd werd door WWE voor hun NXT brand. De show werd op 27 juni 2020 uitgezonden. Terwijl het grootste gedeelte van het evenement live werd uitgezonden vanuit het Full Sail University in Winter Park, Florida, werd de Backlot Brawl match vooraf opgenomen op 28 mei 2020 op de parkeerplaats van Full Sail University. Het was de 29ste editie van NXT TakeOver en ter gelegenheid de 25ste jubileum van de eerste In Your House pay-per-view (PPV). Dit was het eerste In Your House evenement sinds St. Valentine's Day Massacre: In Your House. Het was tevens de 28ste editie van In Your House en de eerste NXT TakeOver evenement dat gehouden werd in het Full Sail University sinds NXT TakeOver: The End. Het was de eerste TakeOver evenement dat gehouden werd gedurende de coronapandemie.

## Matches
| Nr. | Match                                                                                  | Winnaar(s)                             | Opermerkingen | Bron  |
| --- | -------------------------------------------------------------------------------------- | -------------------------------------- | --- | ----- |
| 1   | Mia Yim, Shotzi Blackheart & Tegan Nox vs. Candice LeRae, Dakota Kai & Raquel González | Mia Yim, Shotzi Blackheart & Tegan Nox | 6-Woman Tag Team match, | [ 4 ] |
| 2   | Finn Bálor vs. Damian Priest                                                           | Finn Bálor                             | Eén-op-één match. | [ 4 ] |
| 3   | Keith Lee (c) vs. Johnny Gargano                                                       | Keith Lee                              | Eén-op-één match voor het NXT North American Championship.                                                                                      | [ 4 ] |
| 4   | Adam Cole (c) vs. Velveteen Dream                                                      | Adam Cole                              | Backlot Brawl voor het NXT Championship. Sinds Dream verloor, kon hij niet langer uitdagen voor het NXT-kampioenschap zolang Cole kampioen was. | [ 4 ] |
| 5   | Karrion Kross (met Scarlett) vs. Tommaso Ciampa                                        | Karrion Kross                          | Eén-op-één match. Kross won door TKO. | [ 4 ] |
| 6   | Io Shirai vs. Charlotte Flair (c) vs. Rhea Ripley                                      | Io Shirai (nc)                         | Triple Threat match voor het NXT Women's Championship.                                                                                          | [ 4 ] |